# Molecules
Molecules（モレキュールズ）は、オープンアクセスの査読付き学術雑誌である。合成有機化学と天然物化学の全ての分野を対象としている。1996年3月に創刊され、MDPIによって月刊で発行されている。編集長はDerek J. McPhee（アミリス社）。

## 抄録および索引
本誌は以下のサービスに収載されている。
- Chemical Abstracts Service
- Chemistry Citation Index
- Current Contents
- EBSCOhost
- EMBASE
- Food Science and Technology Abstracts
- Inspec
- Reaxys
- Science Citation Index Expanded
- Scopus

Journal Citation Reportsによれば、本誌の2021年のインパクトファクターは4.927である。